# Glaucina spina
Glaucina spina là một loài bướm đêm trong họ Geometridae.